# Stefán Rafn Sigurmannsson
Stefán Rafn Sigurmannsson (* 19. Mai 1990 in Hafnarfjörður) ist ein isländischer Handballspieler.

## Karriere
Stefán Rafn Sigurmannsson spielte beim isländischen Erstligisten Haukar Hafnarfjörður. Im Dezember 2012 verpflichtete ihn der deutsche Bundesligist Rhein-Neckar Löwen als Ersatz für den verletzten Uwe Gensheimer. Im März 2013 wurde sein zunächst bis zum Saisonende befristeter Vertrag um ein Jahr verlängert. Mit den Löwen wurde der 1,96 Meter große Linksaußen 2013 EHF-Europa-Pokalsieger. Im Dezember 2013 wurde sein Vertrag erneut um ein Jahr verlängert. 2014 erreichte er das Final Four im DHB-Pokal und wurde Deutscher Vizemeister. Im Sommer 2016 schloss er sich dem dänischen Erstligisten Aalborg Håndbold an. Mit Aalborg gewann er 2017 die dänische Meisterschaft. Ab der Saison 2017/18 stand er beim ungarischen Verein SC Szeged unter Vertrag. Mit Szeged gewann er 2018 die ungarische Meisterschaft und 2019 den ungarischen Pokal. Im Januar 2021 wurde sein Vertrag in beiderseitigem Einvernehmen aufgelöst. Noch im selben Monat unterschrieb er einen Vertrag bei Haukar Hafnarfjörður.
Stefán Rafn Sigurmannsson gehört zum Kader der isländischen Nationalmannschaft, mit der er an der Weltmeisterschaft 2013 in Spanien und der Europameisterschaft 2014 in Dänemark teilnahm.

## Bundesligabilanz
| Saison    | Verein             | Spielklasse | Spiele | Tore | 7-Meter | Feldtore |
| --------- | ------------------ | ----------- | ------ | ---- | ------- | -------- |
| 2012/13   | Rhein-Neckar Löwen | Bundesliga  | 19     | 64   | 1       | 63       |
| 2013/14   | Rhein-Neckar Löwen | Bundesliga  | 24     | 32   | 3       | 29       |
| 2014/15   | Rhein-Neckar Löwen | Bundesliga  | 36     | 36   | 11      | 25       |
| 2012–2015 | gesamt             | Bundesliga  | 79     | 132  | 15      | 117      |

## Erfolge
- Deutscher Meister 2016 mit den Rhein-Neckar Löwen
- Dänischer Meister 2017 mit Aalborg Håndbold
- Ungarischer Meister 2018 mit SC Szeged
- Ungarischer Pokalsieger 2019 mit SC Szeged